# جام بروجكت
جام بروجكت (JAM Project) هي فرقة روك يابانية. تأسست في يوليو 2000 على يد إيتشيرو ميزوكي. يرمز اسم الفرقة إلى Japan Animationsong Makers Project (جابان أنيميشنسونغ ميكرز بروجكت، أي "مشروع صانعي أغاني الأنيميشن اليابانيين").

## الأعضاء
- هيرونوبو كاغياما
- ماسآكي إندو
- هيروشي كيتاداني
- ماسامي أوكوي
- يوشيكي فوكوياما
- ريكاردو كروز

### أعضاء سابقون
- إيزو ساكاموتو
- ريكا ماتسوموتو
- إيتشيرو ميزوكي

## ديسكوغرافيا

### ألبومات
- JAM FIRST PROCESS
- MAXIMIZER 〜Decade of Evolution〜
- THUMB RISE AGAIN
- AREA Z
- TOKYO DIVE
- The Age of Dragon Knights

### أغاني منفردة
- 疾風になれ (شارة البداية لأوفا الأنمي إكس درايفر)
- Danger Zone
- STORM (شارة البداية لأوفا الأنمي شين جيتر روبو في مواجهة نيو جيتر روبو)
- SOULTAKER (شارة البداية لمسلسل الأنمي ذا سول تيكر)
- 鋼の救世主 (شارة البداية للعبة الفيديو سوبر روبوت تايسن ألفا غايدن)
- FIRE WARS / TORNADO (شارة البداية لأوفا الأنمي مازنكايزر / شارة النهاية لأوفا الأنمي مازنكايزر)
- CRUSH GEAR FIGHT!! (شارة البداية لمسلسل الأنمي كرش جير)
- Over the Top! (شارة البداية للعبة الفيديو كيكو بوسو جي بريكر: ليجند أوف كلوديا)
- LADY FIGHTER! (شارة البداية للعبة الفيديو سنرايز إييوتان 2)
- 風のEAGLE (موسيقى تصويرية لمسلسل الأنمي كرش جير)
- GO!! (شارة البداية للعبة الفيديو سوبر روبوت تايسن إمباكت)
- GET UP CRUSH FIGHTER! (موسيقى تصويرية لفيلم الأنمي كرش جير: تحدي كايزر برن)
- 嘆きのロザリオ (شارة البداية لمسلسل الأنمي غرافيون)
- Go!Go!レスキュー (شارة البداية لمسلسل الأنمي فريق الإنقاذ الآلي)
- Little Wing (شارة البداية لمسلسل الأنمي سكرابد برنسس)
- SKILL (شارة البداية للعبة الفيديو داي 2 جي سوبر روبوت تايسن ألفا)
- The Gate of the Hell (شارة البداية لأوفا الأنمي مازنكايزر: قتال مميت! دايشوغن الظلام)
- Destination (شارة البداية للعبة الفيديو سنرايز وورلد وور فروم سنرايز إييوتان)
- 紅ノ牙 (شارة البداية لمسلسل الأنمي غرافيون زفاي)
- VICTORY (شارة البداية للعبة الفيديو سوبر روبوت تايسن إم إكس)
- DRAGON (شارة البداية لأوفا الأنمي شين جيتر روبو)
- VOYAGER (شارة البداية لمسلسل الأنمي باندا زد)
- 限界バトル (شارة البداية الأولى لمسلسل الأنمي يوغي GX)
- 迷宮のプリズナー (شارة البداية لأوفا الأنمي سوبر روبوت تايسن أوريجينال جينيريشن ذي أنيميشن)
- GONG (شارة البداية للعبة الفيديو داي 3 جي سوبر روبوت تايسن ألفا: إلى نهاية المجرة)
- 牙狼 〜SAVIOR IN THE DARK〜 (شارة البداية لمسلسل التوكوساتسو غارو)
- Break Out (شارة البداية الأولى لمسلسل الأنمي سوبر روبوت تايسن أو جي: ديفاين وورز)
- RISING FORCE (شارة البداية الثانية لمسلسل الأنمي سوبر روبوت تايسن أو جي: ديفاين وورز)
- STORMBRINGER (شارة البداية لمسلسل الأنمي كوتيتسوشين جيغ)
- Divine love (شارة البداية لمسلسل الأنمي سينت بيست: نزول الوحوش المقدسة)
- Rocks (شارة البداية للعبة الفيديو سوبر روبوت تايسن أو جي: أوريجينال جينيريشنز)
- No Border
- Crest of “Z’s” (شارة البداية للعبة الفيديو سوبر روبوت تايسن زد)
- ハローダーウィン! 〜好奇心オンデマンド〜 (شارة البداية التاسعة لمسلسل الأنمي الرقيب كيرورو)
- Space Roller Coaster GO GO!
- レスキューファイアー (شارة البداية الأولى لمسلسل التوكوساتسو توميكا هيرو: ريسكيو فاير)
- 守護神-The guardian (شارة البداية الثانية لمسلسل الأنمي تصادم شين مازنغر! الجزء زد)
- Battle No Limit! (شارة البداية لمسلسل الأنمي باتل سبيريتس: دان المدمر)
- 冒険王 〜Across the Legendary kingdom〜
- 爆鎮完了!レスキューファイアー (شارة البداية الثانية لمسلسل التوكوساتسو توميكا هيرو: ريسكيو فاير)
- TRANSFORMERS EVO. (شارة البداية للدبلجة اليابانية لمسلسل الرسوم المتحركة ترانسفورمرز أنيميتد)
- MAXON (شارة البداية الأولى لمسلسل الأنمي سوبر روبوت تايست أو جي: ذي إنسبكتر)
- Vanguard (شارة البداية الأولى لمسلسل الأنمي كاردفايت!! فانغارد)
- NOAH (شارة البداية للعبة الفيديو داي 2 جي سوبر روبوت تايسن زد: الدمار)
- Believe in my existence (شارة البداية الثانية لمسلسل الأنمي كاردفايت!! فانغارد)
- 我が名は牙狼 (شارة البداية الثانية لمسلسل التوكوساتسو غارو: ماكاي سنكي)
- LIMIT BREAK (شارة البداية الأولى لمسلسل الأنمي كاردفايت!! فانغارد: آسيا سيركيت)
- 鋼のレジスタンス (شارة البداية للعبة الفيديو داي 2 جي سوبر روبوت تايسن زد: البعث)
- Wings of the legend (شارة البداية للعبة الفيديو داي 2 جي سوبر روبوت تايسن أو جي)
- 夢スケッチ (شارة النهاية للموسم الثالث من مسلسل الأنمي باكومان)
- R.I.P〜友よ静かに眠れ〜 (شارة النهاية لفيلم الأنمي سفينة الفضاء ياماتو 2199 الجزء السادس)
- 一触即発 〜Trigger of Crisis〜 (شارة النهاية الثانية لمسلسل التوكوساتسو غارو: الذي يشع في الظلام)
- Rebellion〜反逆の戦士達〜 (شارة البداية للعبة الفيديو داي 3 جي سوبر روبوت تايسن زد: سجن الزمان)
- Breakthrough (شارة البداية الثانية لمسلسل الأنمي نوبوناغا ذا فول)
- 雷牙 〜Tusk of thunder〜 / my memory, your memory / ZERO —BLACK BLOOD— (شارة البداية الثانية لمسلسل التوكوساتسو غارو: زهرة الماكاي / شارة النهاية الثانية لمسلسل التوكوساتسو غارو: زهرة الماكاي / شارة البداية لفيلم التوكوساتسو زيرو: بلاك بلاد)
- 炎ノ刻印 —DIVINE FLAME— (شارة البداية الأولى لمسلسل الأنمي غارو: ختم اللهب)
- B.B. (شارة البداية الثانية لمسلسل الأنمي غارو: ختم اللهب)
- 決戦 the Final Round / END OF HEAVEN (شارة البداية للعبة الفيديو داي 3 جي سوبر روبوت تايسن زد: سجن الجنة / شارة النهاية للعبة الفيديو داي 3 جي سوبر روبوت تايسن زد: سجن الجنة)
- EMERGE 〜漆黒の翼〜 (شارة البداية الثانية لمسلسل التوكوساتسو غارو: غولد ستورم شو)
- THE HERO!! 〜怒れる拳に火をつけろ〜 (شارة البداية للموسم الأول من مسلسل الأنمي ون بنش مان)
- サイボーグ009〜Nine Cyborg Soldiers〜 / DEVILMIND〜愛は力〜 (شارة البداية لأوفا الأنمي سايبورغ 009 في مواجهة ديفلمان / شارة النهاية لأوفا الأنمي سايبورغ 009 في مواجهة ديفلمان)
- 紅蓮ノ月 〜隠されし闇物語〜 (شارة البداية الأولى لمسلسل الأنمي غارو: القمر القرمزي)
- 月華 (شارة البداية الثانية لمسلسل الأنمي غارو: القمر القرمزي)
- Shining Storm〜烈火の如く〜 (شارة البداية للعبة الفيديو سوبر روبوت تايسن أو جي: مون دويلرز)
- The Brave (شارة البداية لمسلسل التوكوساتسو البطل يوشيهيكو و الأتباع السبعة)
- DRAGONFLAME (شارة البداية لمسلسل التوكوساتسو زيرو: دراغون بلاد)
- THE EXCEEDER / NEW BLUE (شارة البداية للعبة الفيديو سوبر روبوت تايسن في / شارة النهاية للعبة الفيديو سوبر روبوت تايسن في)
- 鋼のWarriors (شارة البداية للعبة الفيديو سوبر روبوت تايسن إكس)
- 静寂のアポストル (شارة البداية للموسم الثاني من مسلسل الأنمي ون بنش مان)
- Tread on the Tiger’s Tail / RESET / D.D 〜Dimension Driver〜 (شارة البداية للعبة الفيديو سوبر روبوت تايسن تي / شارة النهاية للعبة الفيديو سوبر روبوت تايسن تي)
- Bloodlines〜運命の血統〜 (شارة البداية لمسلسل الأنمي جيتر روبو آرك)